# May Belfort (Toulouse-Lautrec)
May Belfort és un cartell (litografia en color sobre paper) de 80 × 62 cm realitzat per Henri de Toulouse-Lautrec el 1895, el qual es troba al Museu Nacional d'Art de Catalunya.

## Context històric i artístic
A banda de la seua interessant trajectòria pictòrica i dibuixística (com a il·lustrador va col·laborar en les millors revistes de l'època, com ara Le Rire, Paris Illustré i La Revue blanche), Toulouse-Lautrec va excel·lir com a litògraf i cartellista. Aquest cartell creat per anunciar la presentació de la cantant irlandesa May Belfort al Petit Casino de París el 1895, com tots els que l'artista va fer, ja en vida va assolir un gran èxit i va ser premiat en una exposició internacional de cartells celebrada a Reims el 1896.
L'extraordinària qualitat de tota l'obra cartellística de Toulouse-Lautrec va causar un gran impacte, que es va deixar sentir en molts dels millors artistes del seu temps dedicats a aquesta modalitat, així com entre els fauves francesos i els expressionistes alemanys. Dels artistes catalans que van rebre aquesta influència cal esmentar, entre d'altres, Ramon Casas, Santiago Rusiñol, Isidre Nonell i el jove Pablo Picasso.
En fou una donació de Raimon Noguera de Guzmán el 1959.

## Descripció
En l'obra de Toulouse-Lautrec (dedicada gairebé exclusivament a temes que reflecteixen l'ambient dels cafès concert, els bordells i la vida nocturna parisenca) i concretament en aquest cartell, es constata la influència que l'art japonès (molt en voga en aquella època) va exercir sobretot en la composició, l'estilització, la forma i l'arabesc dels cartells anunciadors d'aquest artista, influx que amb la seua personal manera de fer va aconseguir revolucionar les arts gràfiques.
May es presenta en aquesta obra amb la seua típica túnica, abillada com una nena (la seua veu suau acostumava a interpretar cançons infantils amb lletres de doble sentit) i sostenint un gat negre a les mans (animal que l'acompanyava a tot arreu, incloent-hi les actuacions).